# Simón Latorre
Simón Latorre war ein uruguayischer Politiker.

## Leben
Latorre hatte als Repräsentant des Departamento San José in der 2. und 3. Legislaturperiode im Zeitraum vom 25. Februar 1834 bis zum 1. November 1838 ein Titularmandat als Abgeordneter in der Cámara de Representantes inne.